# Oziórnoie (Astracan)
|  | Per a altres significats, vegeu «Oziórnoie». |

Oziórnoie (en rus: Озёрное) és un poble de l'óblast d'Astracan, a Rússia, segons el cens del 2010 tenia 653 habitants.